# Saint-Victor-de-Malcap
Pour les articles homonymes, voir Saint-Victor.
Saint-Victor-de-Malcap est une commune française située dans le nord du département du Gard, en région Occitanie.
Exposée à un climat méditerranéen, elle est drainée par la Cèze, le Valat de Lérou et divers autres petits cours d'eau. La commune possède un patrimoine naturel remarquable : un site Natura 2000 (« la Cèze et ses gorges ») et deux zones naturelles d'intérêt écologique, faunistique et floristique.
Saint-Victor-de-Malcap est une commune rurale qui compte 827 habitants en 2022, après avoir connu une forte hausse de la population depuis 1968. Elle est dans l'agglomération d'Alès. Ses habitants sont appelés les Saint-Victoriens et Saint-Victoriennes.

## Géographie
| Saint-Ambroix | Saint-Sauveur-de-Cruzières Ardèche | Saint-Jean-de-Maruéjols-et-Avéjan |
| Saint-Ambroix | Saint-Victor-de-Malcap             | Rochegude                         |
| Saint-Ambroix | Potelières                         | Saint-Denis                       |

### Climat
Pour des articles plus généraux, voir Climat de l'Occitanie et Climat du Gard.
En 2010, le climat de la commune est de type climat méditerranéen franc, selon une étude s'appuyant sur une série de données couvrant la période 1971-2000. En 2020, Météo-France publie une typologie des climats de la France métropolitaine dans laquelle la commune est exposée à un climat de montagne ou de marges de montagne et est dans la région climatique Provence, Languedoc-Roussillon, caractérisée par une pluviométrie faible en été, un très bon ensoleillement (2 600 h/an), un été chaud (21,5 °C), un air très sec en été, sec en toutes saisons, des vents forts (fréquence de 40 à 50 % de vents > 5 m/s) et peu de brouillards.
Pour la période 1971-2000, la température annuelle moyenne est de 13,6 °C, avec une amplitude thermique annuelle de 17,6 °C. Le cumul annuel moyen de précipitations est de 1 011 mm, avec 6,9 jours de précipitations en janvier et 3,6 jours en juillet. Pour la période 1991-2020, la température moyenne annuelle observée sur la station météorologique la plus proche, située sur la commune de Méjannes-le-Clap à 10 km à vol d'oiseau, est de 13,6 °C et le cumul annuel moyen de précipitations est de 1 000,8 mm,. Pour l'avenir, les paramètres climatiques de la commune estimés pour 2050 selon différents scénarios d’émission de gaz à effet de serre sont consultables sur un site dédié publié par Météo-France en novembre 2022.

### Milieux naturels et biodiversité

#### Réseau Natura 2000

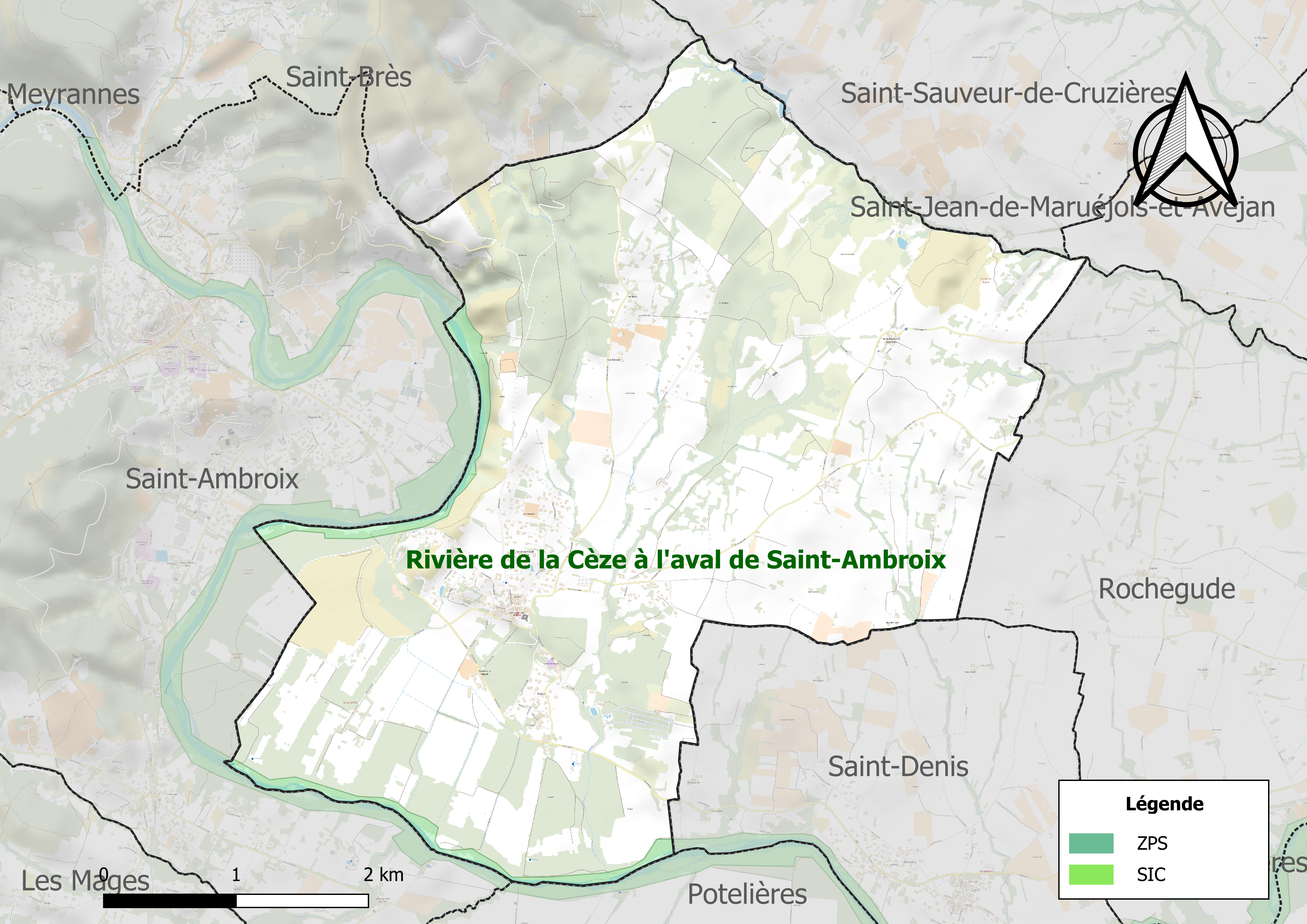
Site Natura 2000 sur le territoire communal.

Le réseau Natura 2000 est un réseau écologique européen de sites naturels d'intérêt écologique élaboré à partir des directives habitats et oiseaux, constitué de zones spéciales de conservation (ZSC) et de zones de protection spéciale (ZPS). 
Un site Natura 2000 a été défini sur la commune au titre de la directive habitats : « la Cèze et ses gorges », d'une superficie de 3 550 ha, un territoire dont les principaux habitats naturels sont des formations méditerranéennes (Asplenion, Quercion ilicis) dans les gorges, avec notamment des descentes remarquables d'espèces montagnardes.

#### Zones naturelles d'intérêt écologique, faunistique et floristique
L’inventaire des zones naturelles d'intérêt écologique, faunistique et floristique (ZNIEFF) a pour objectif de réaliser une couverture des zones les plus intéressantes sur le plan écologique, essentiellement dans la perspective d’améliorer la connaissance du patrimoine naturel national et de fournir aux différents décideurs un outil d’aide à la prise en compte de l’environnement dans l’aménagement du territoire. 
Une ZNIEFF de type 1 est recensée sur la commune :
la « rivière de la Cèze à l'aval de Saint-Ambroix » (228 ha), couvrant 9 communes du département et une ZNIEFF de type 2, : 
le « cours moyen de la Cèze » (648 ha), couvrant 16 communes du département. 

Carte des ZNIEFF de type 1 et 2 à Saint-Victor-de-Malcap.
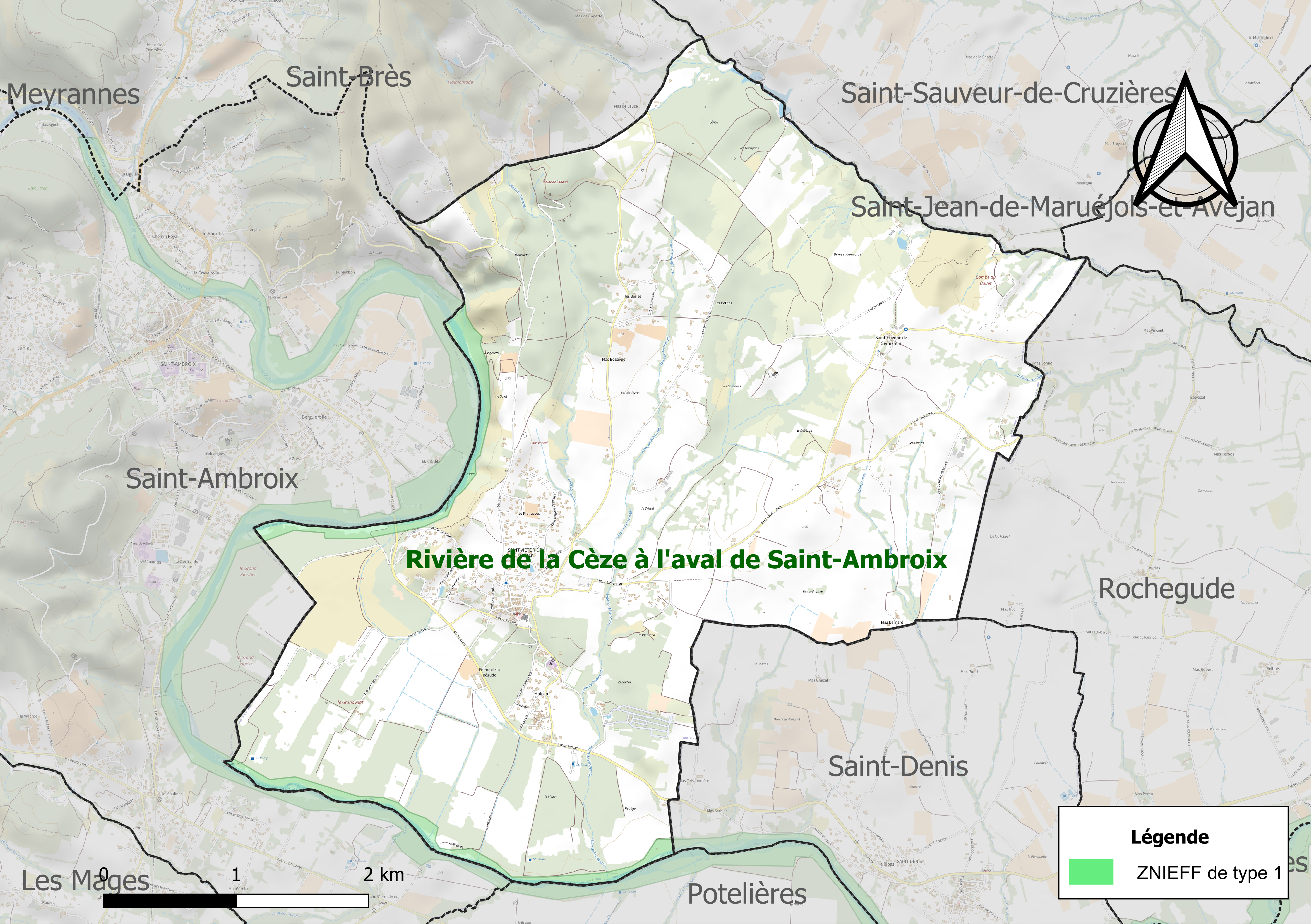
Carte de la ZNIEFF de type 1 sur la commune.
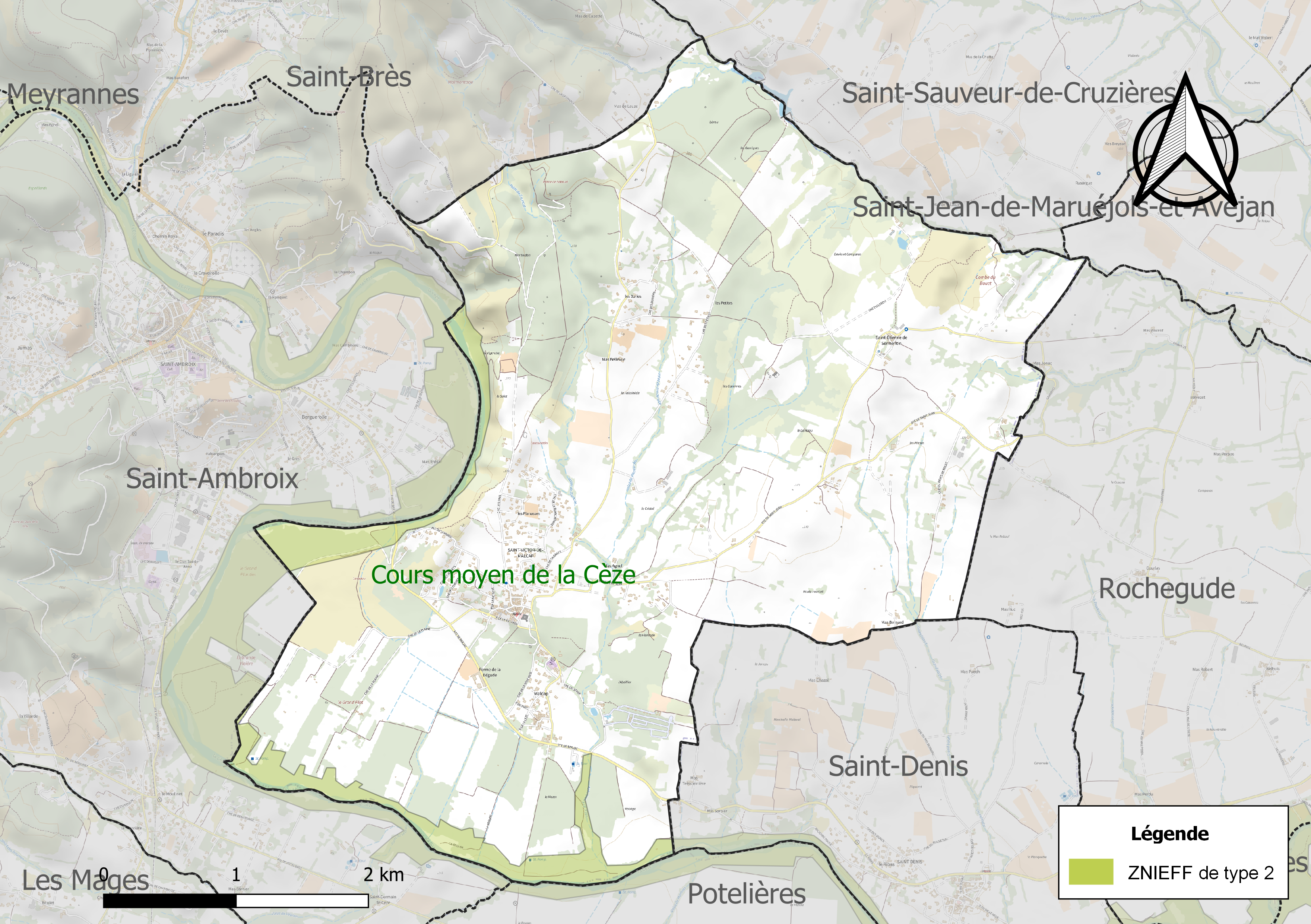
Carte de la ZNIEFF de type 2 sur la commune.

## Urbanisme

### Typologie
Au 1er janvier 2024, Saint-Victor-de-Malcap est catégorisée commune rurale à habitat dispersé, selon la nouvelle grille communale de densité à sept niveaux définie par l'Insee en 2022.
Elle appartient à l'unité urbaine d'Alès, une agglomération intra-départementale regroupant 22  communes, dont elle est une commune de la banlieue,,. La commune est en outre hors attraction des villes,.

### Occupation des sols
L'occupation des sols de la commune, telle qu'elle ressort de la base de données européenne d’occupation biophysique des sols Corine Land Cover (CLC), est marquée par l'importance des territoires agricoles (63,4 % en 2018), en diminution par rapport à 1990 (68,9 %). La répartition détaillée en 2018 est la suivante : 
zones agricoles hétérogènes (52,3 %), forêts (21,8 %), milieux à végétation arbustive et/ou herbacée (9,1 %), terres arables (6,1 %), zones urbanisées (5,6 %), prairies (5,1 %). L'évolution de l’occupation des sols de la commune et de ses infrastructures peut être observée sur les différentes représentations cartographiques du territoire : la carte de Cassini (XVIIIe siècle), la carte d'état-major (1820-1866) et les cartes ou photos aériennes de l'IGN pour la période actuelle (1950 à aujourd'hui).

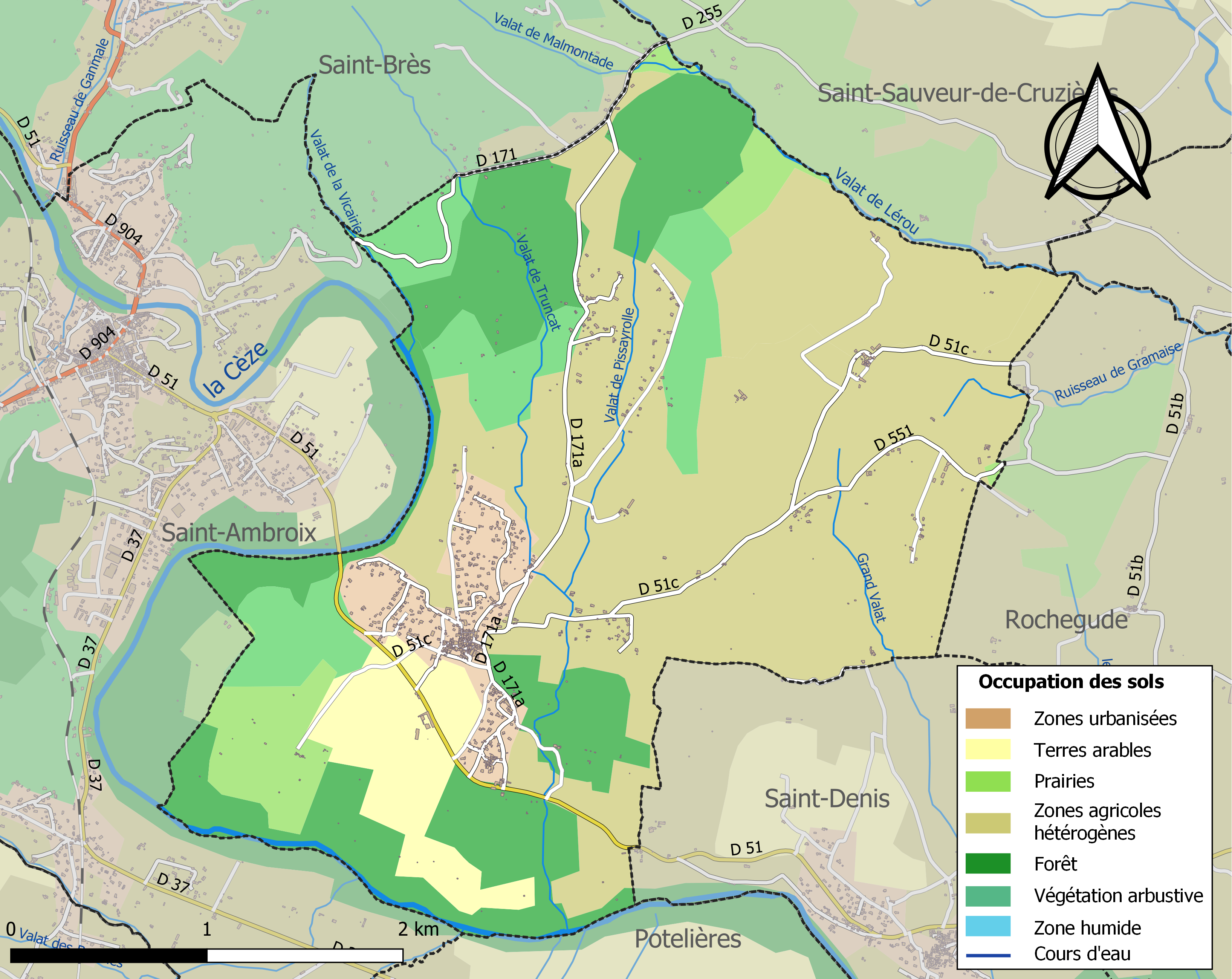
Carte des infrastructures et de l'occupation des sols de la commune en 2018 (CLC).

### Risques majeurs
Le territoire de la commune de Saint-Victor-de-Malcap est vulnérable à différents aléas naturels : météorologiques (tempête, orage, neige, grand froid, canicule ou sécheresse), inondations, feux de forêts et séisme (sismicité modérée). Il est également exposé à un risque technologique, la rupture d'un barrage. Un site publié par le BRGM permet d'évaluer simplement et rapidement les risques d'un bien localisé soit par son adresse soit par le numéro de sa parcelle.

#### Risques naturels
La commune fait partie du territoire à risques importants d'inondation (TRI) d'Alès, regroupant 37 communes autour d'Alès, un des 31 TRI qui ont été arrêtés fin 2012 sur le bassin Rhône-Méditerranée, retenu au regard des risques de débordements de la Cèze et des Gardons. Parmi les dernières crues significatives qui ont touché le territoire figurent celles de 1958 et de septembre 2002. Des cartes des surfaces inondables ont été établies pour trois scénarios : fréquent (crue de temps de retour de 10 ans à 30 ans), moyen (temps de retour de 100 ans à 300 ans) et extrême (temps de retour de l'ordre de 1 000 ans, qui met en défaut tout système de protection),. La commune a été reconnue en état de catastrophe naturelle au titre des dommages causés par les inondations et coulées de boue survenues en 1982, 1987, 1993, 1995, 1997, 1998 et 2002,.

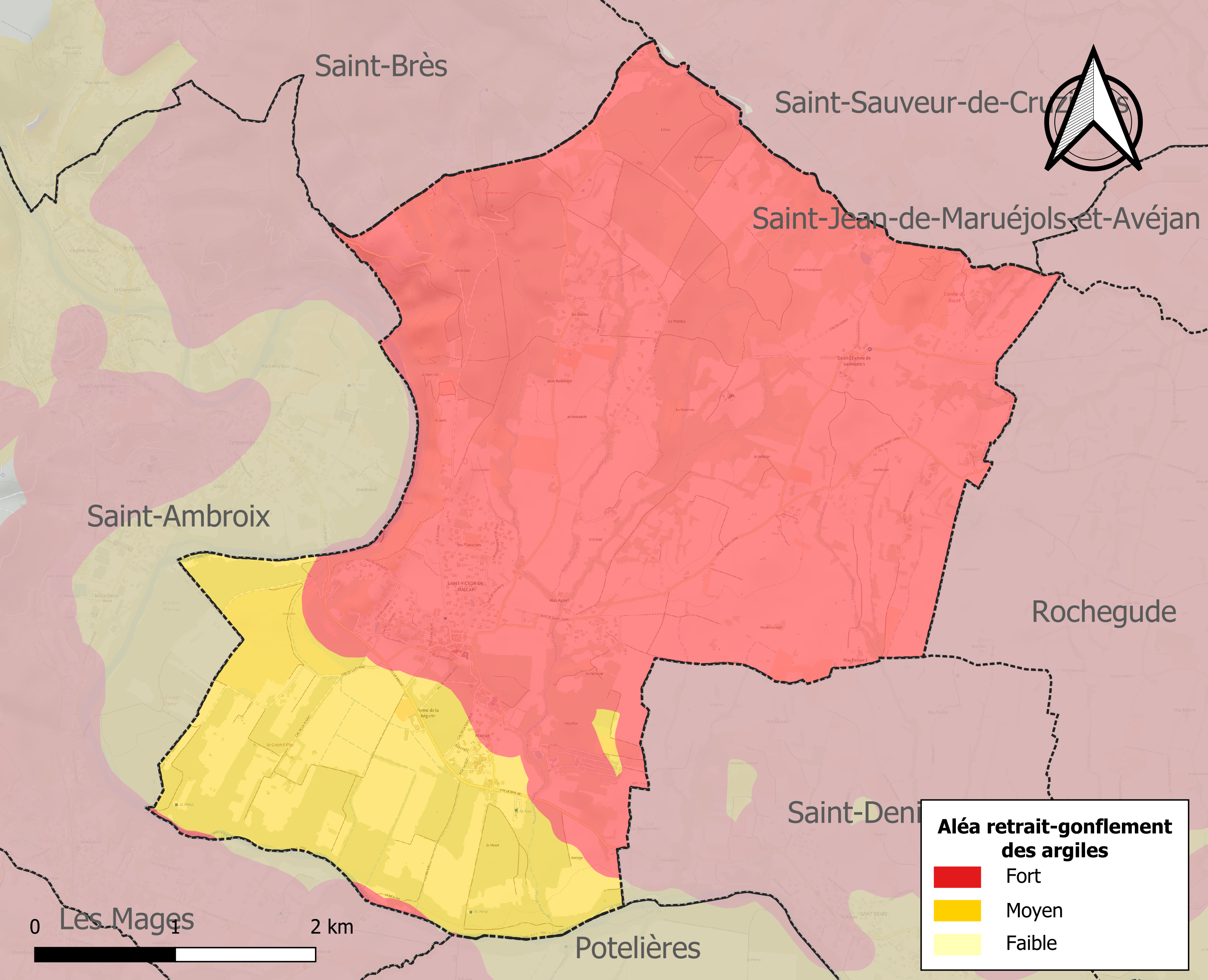
Carte des zones d'aléa retrait-gonflement des sols argileux de Saint-Victor-de-Malcap.

Le retrait-gonflement des sols argileux est susceptible d'engendrer des dommages importants aux bâtiments en cas d’alternance de périodes de sécheresse et de pluie. La totalité de la commune est en aléa moyen ou fort (67,5 % au niveau départemental et 48,5 % au niveau national). Sur les 447 bâtiments dénombrés sur la commune en 2019, 447 sont en aléa moyen ou fort, soit 100 %, à comparer aux 90 % au niveau départemental et 54 % au niveau national. Une cartographie de l'exposition du territoire national au retrait gonflement des sols argileux est disponible sur le site du BRGM,.
Par ailleurs, afin de mieux appréhender le risque d’affaissement de terrain, l'inventaire national des cavités souterraines permet de localiser celles situées sur la commune.

#### Risques technologiques
La commune est en outre située en aval du barrage de Sénéchas, un ouvrage de classe A doté d'un PPI. À ce titre elle est susceptible d’être touchée par l’onde de submersion consécutive à la rupture de cet ouvrage.

## Héraldique
| Blason de Saint-Victor-de-Malcap | Blason  | D'azur à Saint Victor vêtu à la romaine, la tête entourée de rayons, la main dextre sur la poitrine, tenant de la senestre une palme, ayant à ses pieds un casque taré de profil à dextre, le tout d'or sur une terrasse du même. |
| Blason de Saint-Victor-de-Malcap | Détails | Armes parlantes. Le statut officiel du blason reste à déterminer. |

## Politique et administration
| Période                                  | Période  | Identité              | Étiquette | Qualité |
| ---------------------------------------- | -------- | --------------------- | --------- | ------- |
| 2001                                     | 2014     | Serge Dondini         | PS        |         |
| 2014                                     | En cours | Mireille Desira-Nadal | SE        |         |
| Les données manquantes sont à compléter. |          |                       |           |         |

## Démographie
L'évolution du nombre d'habitants est connue à travers les recensements de la population effectués dans la commune depuis 1793. Pour les communes de moins de 10 000 habitants, une enquête de recensement portant sur toute la population est réalisée tous les cinq ans, les populations de référence des années intermédiaires étant quant à elles estimées par interpolation ou extrapolation. Pour la commune, le premier recensement exhaustif entrant dans le cadre du nouveau dispositif a été réalisé en 2007.

En 2022, la commune comptait 827 habitants, en évolution de −1,08 % par rapport à 2016 (Gard : +2,97 %, France hors Mayotte : +2,11 %).
| 1793 | 1800 | 1806 | 1821 | 1831 | 1836 | 1841 | 1846 | 1851 |
| ---- | ---- | ---- | ---- | ---- | ---- | ---- | ---- | ---- |
| 440  | 306  | 485  | 456  | 608  | 645  | 742  | 823  | 897  |

| 1856 | 1861 | 1866 | 1872 | 1876 | 1881 | 1886 | 1891 | 1896 |
| ---- | ---- | ---- | ---- | ---- | ---- | ---- | ---- | ---- |
| 922  | 904  | 878  | 805  | 790  | 649  | 684  | 683  | 668  |

| 1901 | 1906 | 1911 | 1921 | 1926 | 1931 | 1936 | 1946 | 1954 |
| ---- | ---- | ---- | ---- | ---- | ---- | ---- | ---- | ---- |
| 626  | 634  | 557  | 525  | 536  | 506  | 451  | 457  | 500  |

| 1962 | 1968 | 1975 | 1982 | 1990 | 1999 | 2006 | 2007 | 2012 |
| ---- | ---- | ---- | ---- | ---- | ---- | ---- | ---- | ---- |
| 485  | 412  | 412  | 505  | 506  | 538  | 629  | 642  | 812  |

| 2017 | 2022 | - | - | - | - | - | - | - |
| ---- | ---- | - | - | - | - | - | - | - |
| 833  | 827  | - | - | - | - | - | - | - |

## Lieux et monuments
- Le château de Saint-Victor-de-Malcap.
- Église Saint-Victor de Saint-Victor-de-Malcap.

## Personnalités liées à la commune
- Jules de Malbos (1782-1867), savant géologue et spéléologue ardéchois, découvreur de la grotte de la Cocalière a habité au château de Saint-Victor-de-Malcap[28].

André Pagès, cuisinier émérite ayant fait carrière au Canada et au Japon, est originaire de Saint-Victor-de-Malcap.